# Estate
Pour les articles homonymes, voir Estate (album) et L'estate.
Estate (français : « Été ») est une chanson sortie en 1960, enregistrée en Italie par Bruno Martino sur sa propre musique. De nombreux interprètes en ont donné des versions vocales ou instrumentales, notamment sur un rythme de bossa nova. Cette chanson italienne est devenue un standard de jazz international.

## Développement
Pianiste de jazz et compositeur, devenu interprète par hasard pour remplacer le chanteur de son quintette, Bruno Martino, crooner et « prince de la nuit », fort de ses premiers succès télévisés, qui mêlent les thèmes originaux au rythme du jazz et à la chanson napolitaine, crée pour l'émission Ritmi d'oggi d'Enzo Trapani en 1960 la chanson Estate dont il a composé la musique sur des paroles de Bruno Brighetti, musicien de son ensemble. 
La chanson, qui évoque la nostalgie d'un amour perdu, devient le « tube » de l'été sous le titre original Odio l'estate (Je hais l'été). 

## Postérité
Sa reprise par João Gilberto, qui la découvre lors d'une tournée en Italie en 1961, va en faire un succès mondial. Gilberto arrange pour ses rythmes de bossa nova la musique syncopée de la chanson qui prend alors sa couleur envoûtante si caractéristique attirant dès lors nombre de jazzmen qui la mettent à leur répertoire. Estate est désormais un standard de jazz international. L'ont ainsi interprétée, outre la plupart des chanteurs ou instrumentistes italiens, des musiciens américains comme Chet Baker et Shirley Horn ou belge comme Toots Thielemans. 
En France, Michel Petrucciani l'enregistre et donne son titre à l'album qu'il publie en 1982. Claude Nougaro en fait en 1981 une nouvelle chanson titrée Un été, avec des paroles originales en français, sur un thème très personnel, lui conservant cependant la même atmosphère,. Il la reprend dans l'album Une voix dix doigts enregistré à l'Odyssud de Blagnac avec Toots Thielemans en 1991. Michel Delpech la chante également à l'Olympia en 1992. La chanson figure dans son album live Tout Delpech à l'Olympia enregistré à cette occasion. Biréli Lagrène et Sylvain Luc, la gravent en 1999 sur l'album Duet et l'interprètent au festival Jazz in Marciac. Le chanteur Ralph Thamar reprend la chanson en 1996, sur un texte en créole du poète martiniquais Roland Brival, titre inclus dans son album Embarquement créole, dans une version en duo avec le pianiste Alain Jean-Marie.
La critique musicale Paola de Simone consacre à la vie et à la carrière de Bruno Martino, mais également à l'unique chanson italienne devenue un standard de jazz, un livre publié en 2010 et intitulé Odio l'estate. Elle la présente comme la « chanson italienne célèbre dans le monde entier qui n'est ni Nel blu dipinto di blu ni O sole mio » et évoque le texte qui porte en lui « la mélancolie de l'automne, la force de l'hiver, l'espérance du printemps et le prétexte de l'été ».